# Legionella impletisoli
Espèce
Legionella impletisoli est une espèce de bactéries gram-négatives de la famille des Legionellaceae.

## Description
Legionella impletisoli est un bacille aérobie à Gram négatif. 

## Taxonomie
Le nom correct complet (avec auteur) de ce taxon est Legionella impletisoli Kuroki et al. 2007.

### Étymologie
L'étymologie de ce nom d'espèce est la suivante : im.ple.ti.so.li. L. part. adj. imletus, rempli, pleine; L. gen. neut. n. soli, du sol; N.L. gen. neut. n. impletisoli, de/à partir de terre remblayée, provenant d'une décharge.